# Mellicta bifasciata
Mellicta bifasciata är en fjärilsart som beskrevs av Reverdin 1914. Mellicta bifasciata ingår i släktet Mellicta och familjen praktfjärilar. Inga underarter finns listade i Catalogue of Life.